# Waco C-62
Waco C-62 là một mẫu máy bay vận tải cánh trên đề xuất của Hoa Kỳ, có kích thước và sức chứa tương đương với Douglas DC-3.

## Tính năng kỹ chiến thuật
Dữ liệu lấy từ 
Đặc tính tổng quát
- Kíp lái: 2
- Sức chứa: 22 lính hoặc 4.400 pound (2.000 kg) hàng hóa
- Chiều dài: 73 ft 10 in (22,5 m)
- Sải cánh: 100 ft 0 in (30,48 m)
- Chiều cao: 19 ft 1 in (5,82 m)
- Trọng lượng rỗng: 21.660 lb (9.825 kg)
- Trọng lượng cất cánh tối đa: 29.500 lb (13.381 kg)
- Động cơ: 2 × Pratt & Whitney R-1830-39 , 1.200 hp (890 kW)  mỗi chiếc

Hiệu suất bay
- Vận tốc cực đại: 150 mph; 130 kn (241 km/h)
- Tầm bay: 600 mi; 522 nmi (966 km)
- Trần bay: 17.001 ft (5.182 m)